# Middleton (Cumbria)
Middleton è un villaggio e parrocchia civile dell'Inghilterra, appartenente alla contea della Cumbria.